# موشک حیدر
موشک حیدر، موشکِ هوا به زمین ایرانی است که در تاریخ پنجم اردیبهشت سال ۱۳۹۸ درحالیکه روی بالگرد کبرا نصب شده بود، رونمایی شد. موشک حیدر یک موشک هدایت اپتیک-حرارتی به شکل «شلیک‌کن و فراموش‌کن» می‌باشد و بُرد آن ۸ الی ۱۲ کیلومتر است و دارای قابلیت نصب سیستم جستجوگر برای بکارگیری در شرایط‌های آب‌وهوایی گوناگون است. این موشک دارای امکان نفوذ بیش از یک متر در اهداف زرهی، تجهیزات زمینی و تجمع نفرات بصورت نقطه‌زن می‌باشد.
این موشک توسط متخصصان وزارت دفاع و پشتیبانی نیروهای مسلح و هوانیروز ارتش جمهوری اسلامی ایران طراحی و ساخته شده‌است.